# Franz Püll
Franz Püll (* 5. Mai 1927 in Duisburg; † 24. Dezember 2019) war ein deutscher Politiker und Landtagsabgeordneter der CDU.

## Leben und Beruf
Nach dem Besuch der Volksschule und der Handelsschule absolvierte er eine Schornsteinfegerlehre. Am 28. Januar 1944 beantragte er die Aufnahme in die NSDAP und wurde zum 20. April desselben Jahres aufgenommen (Mitgliedsnummer 9.870.219). Danach war er als Schornsteinfeger tätig und legte in diesem Beruf die Meisterprüfung ab. Seit 1960 war Püll selbstständiger Bezirksschornsteinfegermeister. Er engagierte sich in berufsständischen Organisationen und war u. a. Vizepräsident der Handwerkskammer Düsseldorf, Obermeister der Schornsteinfeger-Innung für den Regierungsbezirk Düsseldorf und Landesinnungsmeister des Schornsteinfegerhandwerks Nordrhein-Westfalen.
Der CDU gehörte Püll seit 1969 an. Er war in zahlreichen Parteigremien tätig und war seit 1990 Ehrenvorsitzender der CDU-Kreismittelstandsvereinigung Mülheim a.d. Ruhr.

## Abgeordneter
Vom 28. April 1980 bis zum 31. Mai 1995 war Püll Mitglied des Landtags des Landes Nordrhein-Westfalen. Er rückte in der achten Wahlperiode über die Landesliste nach und wurde ansonsten jeweils über die Landesliste seiner Partei gewählt.
Dem Stadtrat der Stadt Mülheim an der Ruhr gehörte er von 1975 bis 1990 an.